# 니르슈타인

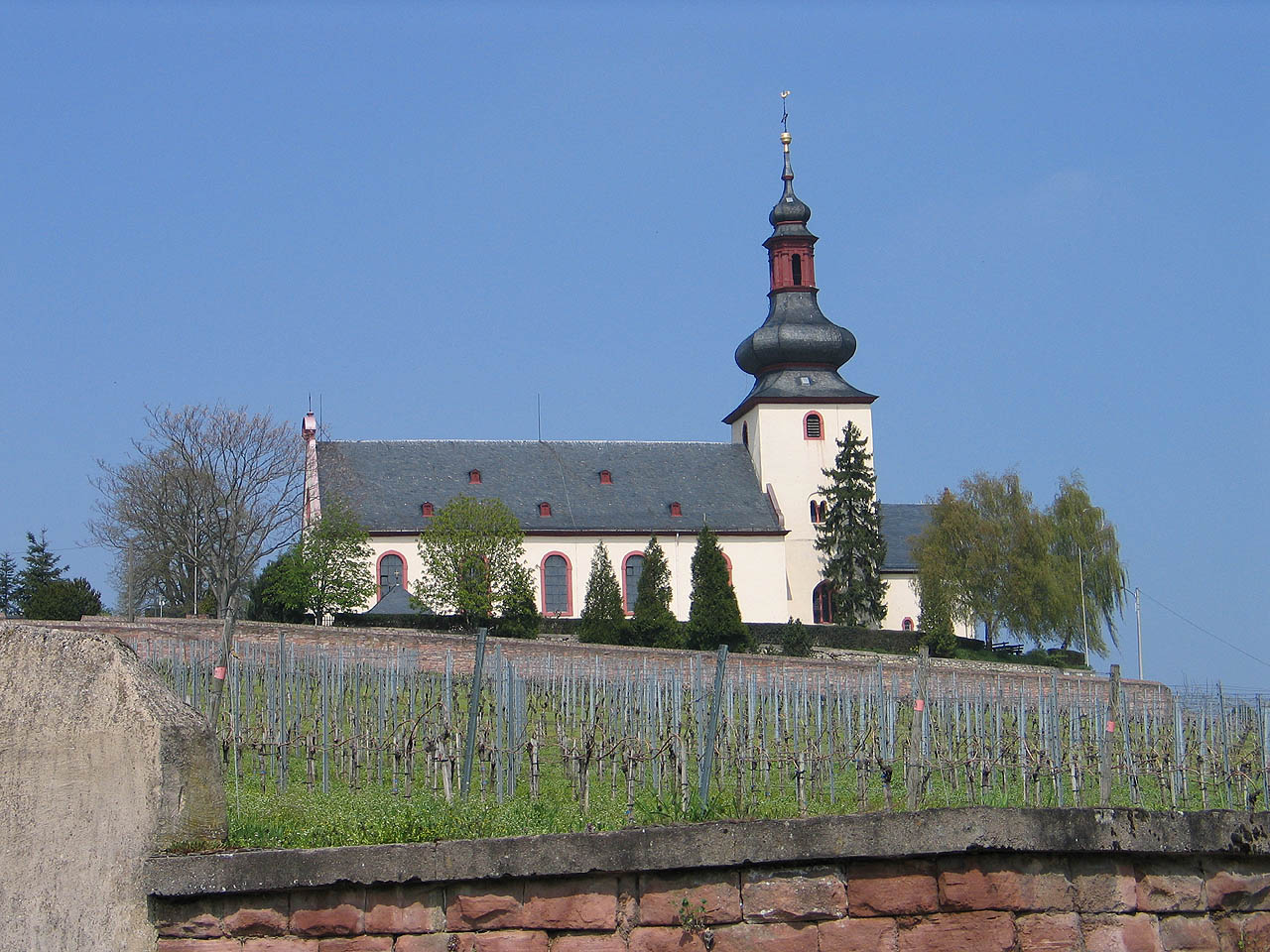
성 킬리안 교회의 와인밭

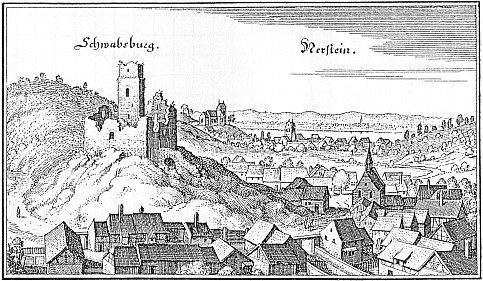
View of Schwabsburg and Nierstein after Merian

니르슈타인(독일어: Nierstein) 또는 슈발츠부르크(독일어: Schwabsburg)는 독일 라인란트팔츠주 마인츠-비겐 구의 레임-잘츠 베르반즈게메인데(Verbandsgemeinde)에 위치한 마을이다.

## 정치
시장은 토마스 귄터다. 의회는 다음과 같은 당으로 구성되어 있다.
- CDU - 11석
- SPD - 6석
- FDP - 2석
- NEU (Wählergruppe Nierstein Engagiert und Unabhängig) - 2석
- FWG (Freie Wähler Gemeinschaft) - 2석
- WGK (Wählergruppe Kempener) - 1석

### 시의 문장
시의 문장이 인장된 것은 1272년으로 알려져 있으며, 오늘날 제국의 독수리라 불리는 것과 매우 비슷한 문양을 보여준다. 2개의 별 모양은 다른 것들로부터 이 문장을 구분하기 위해 쓰며, 제국의 독수리는 평범한 휘장이었다. 그러나 후의 인장에서 별이 제거되었다. 한편 문장은 13세기 이후 큰 변화를 겪지는 않았다.

## 경제와 인프라

### 와인 생산
니르슈타인은 와인 생산으로 특성화되어있으며, 783헥타르의 와인 밭을 보유하고 있다. 이 중 75.6%는 백포도주 종류를 생산하는 데 이용되며 나머지는 24.4%는 적포도주를 만드는데 사용된다. 니르슈타인은 보름스 다음으로 라인 강 유역에 가장 큰 와인 생산 구역이며, 라인란트팔츠 주에서는 6번째로 크다.

### 여행업
도시의 2번째 투자 분야가 관광업으로, 일일 방문자뿐만 아니라 등산객과 사이클러도 자주 방문한다. 니르슈타인-슈왑스부르크에는 7개의 호텔과 24개의 펜션이 있으며, 대부분은 와인 저장고를 갖추고 있다.

## 유명 인물
- 요한 빌헬름 베르너 (b. 1767; d. 1827 in Nierstein):니르슈타인의 시장이자 변호사.